# アンソニア (コネチカット州)
アンソニア（英: Ansonia）は、アメリカ合衆国コネチカット州のニューヘイブン郡にある都市。人口は1万8918人（2020年）であり、ニューヘイブン郡にある7都市の中で第6位である。ノーガタック川沿いにあり、ニューヘイブンの北西20キロメートルに位置している。
アンソニアは「銅の都市」とも呼ばれ、ノーガタック川下流バレーでの重機械製造業の歴史を認識されている。製品には銅、真鍮、ゴムとプラスティック加工、型鋳造と押し出し成形、鉄鋳造、シートメタル、電機、自動ねじ切り機、繊維、鍛造品がある。著名なアンソニア時計会社は1851年にここで創業された。
アンソニアはアメリカ独立戦争時の大佐で外交官にもなったデイビッド・ハンフリーズの生誕地である。高校のフットボールチーム、アンソニア・チャージャーズに市が傾倒していることは伝説的なものである。当初は「ザ・ラベンダー」と呼ばれ、毎年感謝祭の朝に宿縁のライバルのノーガタック（ボロ）と試合を行っており、この2つの町にとって重要な行事の1つになっている。

## 歴史
アンソニアがある地域はノーガタック川に沿っており、現在のアンソニアのエルム通り部分と、ダービーのダービー・アベニュー部分があり、1652年にイングランド開拓者が入ったのが始まりだった。当初はダービーのタウンシップに属していた。初期開拓者は自給自足農業を行い、川の水を使って製材所や製粉所を動かした。
1844年、商人で慈善事業家のアンソン・グリーン・フェルプス（1781年-1853年）が、工業の発展を可能にするために、バーミンガムの古いボロ（現在のダービー市中心街）をノーガタック川の西岸に沿って北に拡大したいと考えた。1844年、フェルプスは当該地の所有者から土地を買収できず、川の東岸の土地を取得した。今日、これがアンソニアの中心街となっている。川の水力を使って新しい工業村の工場や企業を動かすために運河が掘られ、それをフェルプスが「アンソニア」と名付けた。その工業村をフェルプスビルと名付けようと思ったが、地域には既に同じ名前のビレッジが存在することが分かった。フェルプスは友人の助言に従い、ファーストネームをラテン語化して「アンソニア」という名前を作った。
工業が発展するに連れて、アンソニアは多くの工場があるダービーの中でも最も人口が多い地域になった。州は1864年にダービーの中のボロとして承認し、さらに1871年には自治体として完全な権利を認める改定を行った。1888年、ダービーとは別のタウンシップとする目的でアンソニア・ボロの住民の間に請願書が回された。1889年、州議会はその分離を認め、ボロ、ヒルトップ、ウェストアンソニア、エルム通り地域をアンソニアと呼ぶ新しい町として構成させることとした。これはコネチカット州内で168番目の町だった。1893年、アンソニアは市として法人化され、隣接する町や古いボロと統合された。

### 20世紀から現在

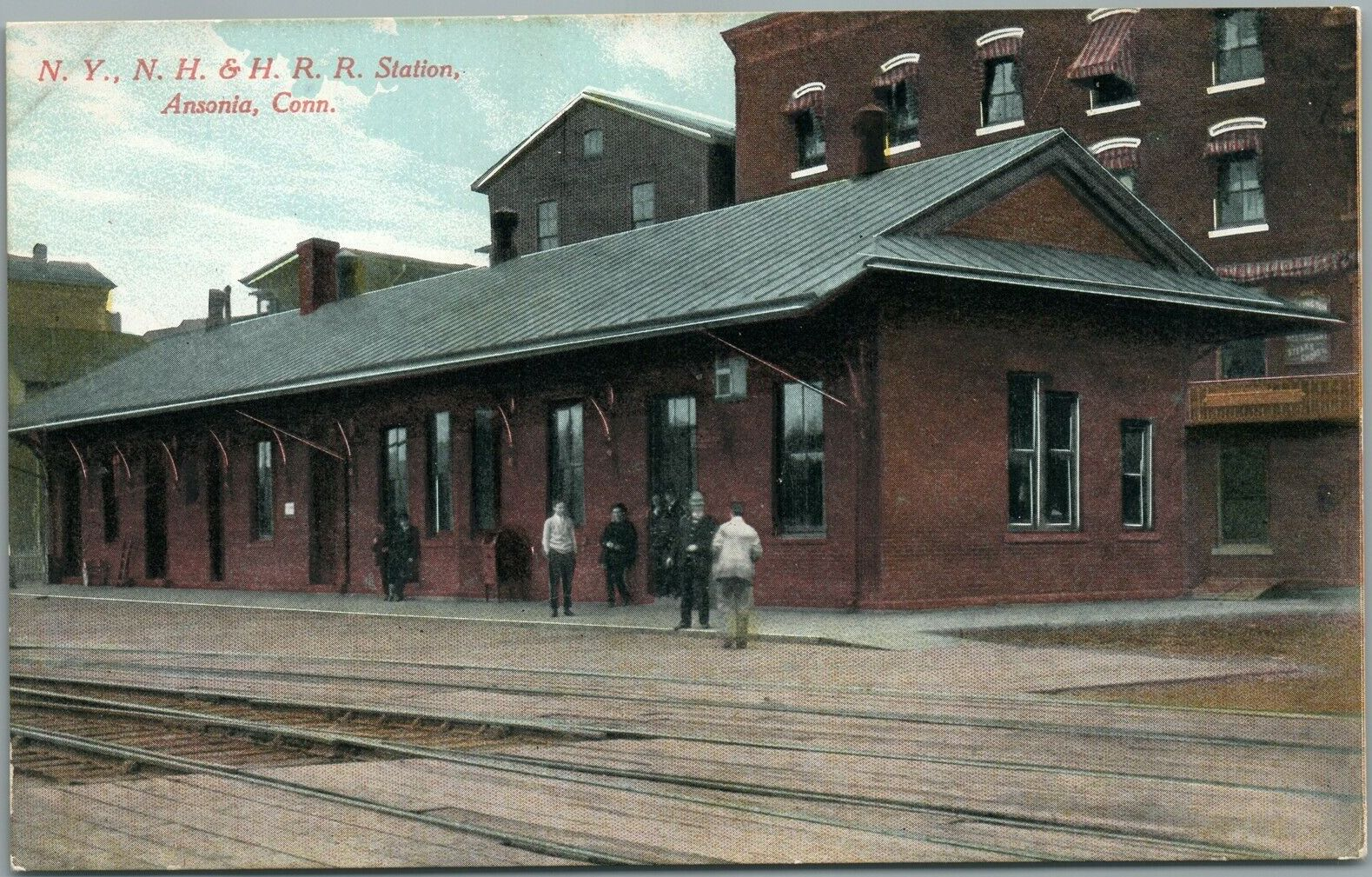
1910年頃のアンソニア駅

1955年8月19日、ハリケーン・ダイアンが降らせた雨でノーガタック川が氾濫しで起きた洪水で、アンソニアは大きな損害を受けた。川沿いの土地が浸水し、多くの家屋や企業を破壊した。アンソニアの東部と西部を繋ぐ2つの橋の1つ、メイプル通り橋が溢れた水で流された。この氾濫後に市当局は川の東岸に沿って防水提を建設し、市の工場やメインストリートを守ることにした。西岸はブロード通り沿いの破壊された家屋と企業のブロックに代えて、連邦政府が公共住宅を建設し、現在オルソン・ドライブと呼ばれている。
洪水の後で郊外化が続いた時代に、アンソニアのメインストリートでは、小売店舗が郊外にあるアンソニア・モールに移り（さらに後にはビッグYのスーパーマーケットに代わった）、通りは衰退した。その後も他のモールが買い物客を近くのミルフォード、トランブル、ウォーターバリーの町に引き寄せていった。20世紀の後半以来、メインストリートは、幾つかのアンティック店、ワインバー、コーヒーショップ、ポーランドのデリカテッセン、その他の小売業がオープンして再活性化されてきた。

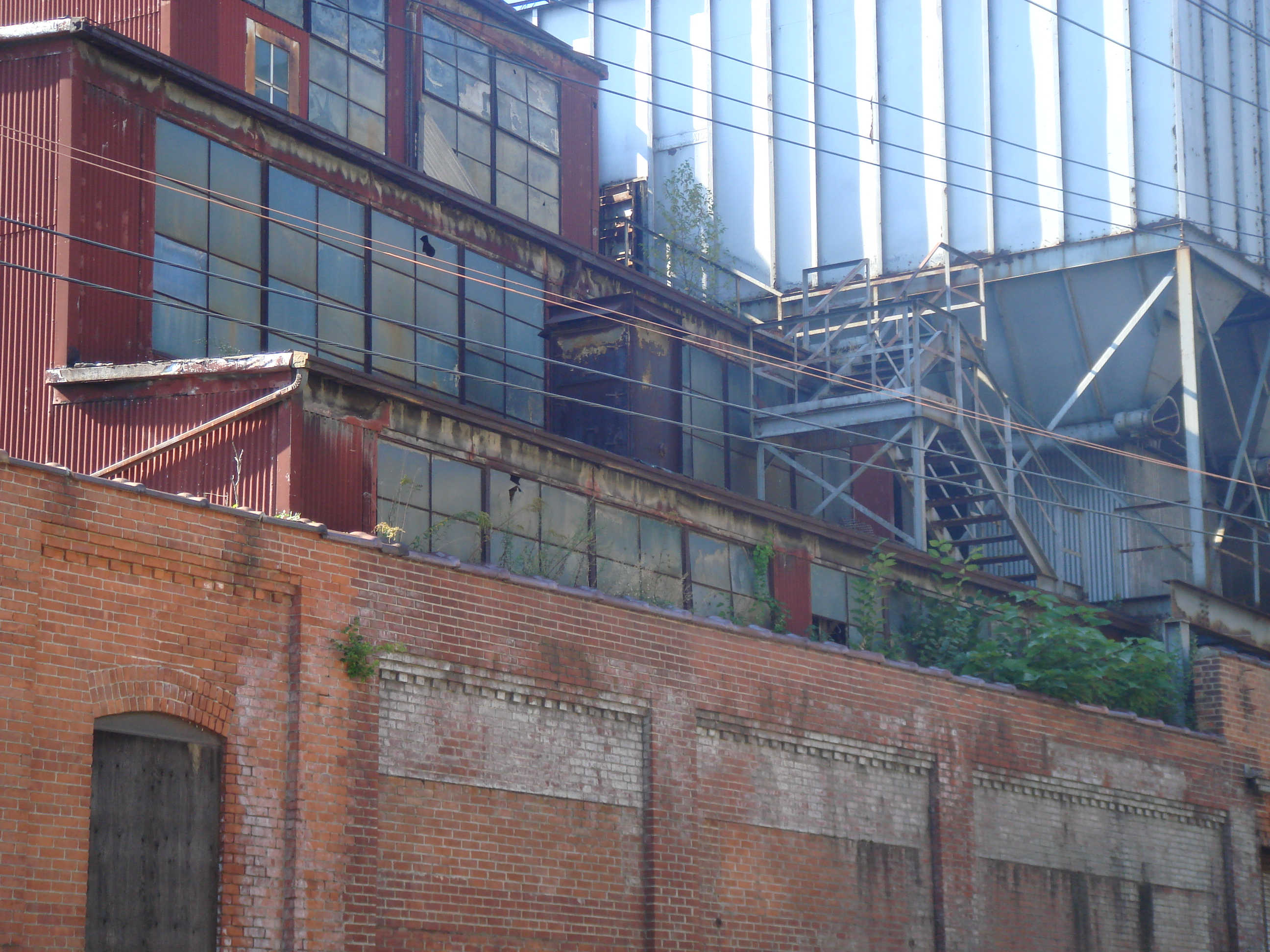
アンソニアの工場（2008年）

アンソニアでは日刊紙の「イブニング・センティネル」が発行されており、ノーガタック川バレーで幅広く購読されていた。しかし、「コネチカット・ポスト」紙の親会社が1980年代に「イブニング・センティネル」を買収し、廃刊にしないと約束していたにも拘わらず、廃刊にした。「コネチカット・ポスト」を地域一番の新聞とする位置づけを確立したかったと考えられる。その代替としてオンラインのみのニュースサイトが、昔の新聞に敬意を表して「ザ・バレー・インデペンデント・センティネル」と名付けられ、2009年6月22日に出発した。
1960年11月6日の早朝、アメリカ合衆国上院議員ジョン・F・ケネディの大統領選挙運動の車列が、ウォーターベリーに行く途中のアンソニア市役所の前で民衆の前に姿を現し短い演説を行うために停車した。中心街に数千人の聴衆を集め、トランジスタラジオを持っている多くの者が、ケネディ上院議員のアンソニアに向けて進むのをWADSラジオが実況中継するのに耳を傾けた。大統領当選後のケネディは1962年10月17日に、やはりウォーターベリーに行く途中でアンソニアに戻ってきた。
ジョージ・H・W・ブッシュ大統領が、1992年の大統領選挙運動中に、ヘリコプターでアンソニアを訪れた。ニュージャージー州の広い範囲で損害を与えた悪天候のために、かなり予定を遅れていた。遅れて到着して簡単な演説を行ったので、住民はブッシュがアンソニアを軽く見ているという印象を持った者が多かった。
2000年、アンソニアを含むノーガタック川下流バレーが、ナショナル・シビック・リーグによって「オール・アメリカ・シティ」に指定された。

#### ゴム工場の火災
2001年5月、風に煽られた火災がアンソニア中心街のノーガタック川沿いにあった超巨大ゴム工場であるラテックス・フォーム会社の建物を破壊した。この火事で250人の仕事場である床面積284,000平方フィート (26,400 m2) の建物を全焼させた。多くの郡から派遣された消防士が5日間にわたって飽くことなく火事と戦い続けた。悪臭のする煙が雲となって市と周辺の町に広がり、火災でできた化学副産物が近くの川の生態系を壊した。この火災で空いた空間にターゲット・コーポレーションの店舗が建設され、2007年7月にオープンした。火事の後でラテックス・フォーム会社は近くのシェルトン市の州道110号線沿いに空いていた工場を買収し、操業を再開した。

## 地理
アメリカ合衆国国勢調査局に拠れば、市域全面積は6.2平方マイル (16.0 km2)であり、このうち陸地6.0平方マイル (15.6 km2)、水域は0.15平方マイル (0.4 km2)で水域率は2.72%である。市域はノーガタック川によって二分され、流域の川岸から大変急な斜面のある丘陵前広がっている。川の西岸はダービー市とシルバー川沿いのシーモア町に接している。東岸は市内のヒルトップ地区がウッドブリッジ町に接している。
川沿いの土地は大半が工場用地（操業中のものも使われなくなったものもある）となり、市の北縁に近い西岸の森がある地域は、アメリカン・ブラス社に所属している。1990年代初期、この場所はテキサス州のアメリカン・レフ・フューエル社から、固形ゴミから電力を生むコジェネレーション・プラントに使用する提案があった。この提案が議論を呼び、住民からの抗議で提案が潰れた。
アンソニアの土地の多くは住宅で占められ、1エーカー (4,000 m2) 以下の土地に一戸建てあるいは二戸一の住宅が建っている。広い土地に立つ大型家屋はヒルトップ地区で見られる。ヒルトップのアンソニア自然センターは開けた草原や森を保存しており、学校の遠足に利用されている。
市の東の端にあるヒルトップでは、以前に空港が運営されていた。冷戦時代、アメリカ軍がこの空港のサイロにナイキミサイルを配置していた。軍部がこの空港敷地を他の用途に開放して以来、開発業者がそこに住宅を建設してきた。ナイキの基地は乗用馬厩舎のある馬牧場に使われている。昔の基地の名残も幾らかは残っている。

### 地区
- 中心街 – 最初の工業村、後のアンソニア・ボロ、中心街北側の工場街から南側の新しいショッピング・プラザ（ビッグY、ターゲットなど）の間に広がる地域を含む
- 図書館地区 – アンソニア図書館を囲む地区、中心街のすぐ東、崖の上にある。ステート通りちビーバー通りの間、サウスクリフ通り、ノースクリフ通り、モット通り、コテージ・アベニューを含む住宅地区。一戸建ての歴史あるアン女王・ヴィクトリア様式の家屋が建つ。現在は中流階級が多いが、アンソニアの歴史の初期に入植され、裕福な工業資本家一族の家があった
- ノースエンド – 北メインストリート回廊で構成される地区であり、中心街からシーモア町との境まで広がる
- ダービーヒル – 町の東側、エルム通りとジューエット通りを囲む地区。エルム通りは町の歴史地区でもあり、1654年にダービーに入植されたときの一部だった。この地区の名称については議論が多い
- ヒルトップ – プリンドル・アベニュー、プラスキ・ハイウェイ、フォード通り回廊で構成される地区。初期には主に農地だった。第二次世界大戦後市内最大の住宅地区として開発された
- ウェストアンソニア – ノーガタック川の西岸、中心街からは対岸に構成される住宅地区。当初はハイ通り、メイプル通り、ジャージー通り（後のオルソン・ドライブで構成され、後に市の西側と同義語になった
- ウィンディヒル – ウェストアンソニアのマレー通り、メイ通り、フランシス通りを中心とする部分。ダービーとの市境からグローブ通りまで広がると考えられる
- シルバーヒル – ウェストアンソニアのシルバーヒル道路回廊に沿って部分。一部はダービー市に入る

### 気候
アンソニアの気候は季節によって温度差が大きいのが特徴であり、夏は暑くて湿度が高いことが多く、冬は概して温暖または冷涼になる。ケッペンの気候区分に拠れば、温暖湿潤気候、略号では "Cfa" にあたる。

## 人口動態
| アンソニアの人口推移 |        |
| 1890                 | 10,342 |
| 1900                 | 12,681 |
| 1910                 | 15,152 |
| 1920                 | 17,643 |
| 1930                 | 19,898 |
| 1940                 | 19,210 |
| 1950                 | 18,706 |
| 1960                 | 19,819 |
| 1970                 | 21,160 |
| 1980                 | 19,039 |
| 1990                 | 18,403 |
| 2000                 | 18,554 |
| 2010                 | 19,249 |
| 2020                 | 18,914 |

以下は2000年国勢調査による人口統計データである。
| 基礎データ - 人口: 18,554 人 - 世帯数: 7,507 世帯 - 家族数: 4,977 家族 - 人口密度: 1,188.0人/km2（3,076.3 人/mi2） - 住居数: 7,937 軒 - 住居密度: 508.2軒/km2（1,316.0 軒/mi2） 人種別人口構成 - 白人: 85.52% - アフリカン・アメリカン: 8.42% - ネイティブ・アメリカン: 0.34% - アジア人: 1.13% - 太平洋諸島系: 0.02% - その他の人種: 2.22% - 混血: 2.37% - ヒスパニック・ラテン系: 7.42% 年齢別人口構成 - 18歳未満: 24.2% - 18-24歳: 8.2% - 25-44歳: 31.5% - 45-64歳: 20.7% - 65歳以上: 15.5% - 年齢の中央値: 37歳 - 性比（女性100人あたり男性の人口） - 総人口: 90.6 - 18歳以上: 86.9 | 世帯と家族（対世帯数） - 18歳未満の子供がいる: 31.4% - 結婚・同居している夫婦: 46.1% - 未婚・離婚・死別女性が世帯主: 15.6% - 非家族世帯: 33.7% - 単身世帯: 28.5% - 65歳以上の老人1人暮らし: 12.3% - 平均構成人数 - 世帯: 2.46人 - 家族: 3.03人 収入と家計 - 収入の中央値 - 世帯: 43,026米ドル - 家族: 53,718米ドル - 性別 - 男性: 30,747米ドル - 女性: 28,517米ドル - 人口1人あたり収入: 20,504米ドル - 貧困線以下 - 対人口: 7.6% - 対家族数: 6.2% - 18歳未満: 12.3% - 65歳以上: 5.3% |

2010年国勢調査での人口は 19,249 人だった。人種構成では、白人77.6%、黒人11.6%、インディアン0.3%、アジア人1.9%、その他の人種5.3%、混血3.2%だった。16.7%は人種を問わずヒスパニックあるいはラテン系だった。

## 政治
| 2005年10月25日時点の時点での登録有権者と政党支持の構成 | 2005年10月25日時点の時点での登録有権者と政党支持の構成 | 2005年10月25日時点の時点での登録有権者と政党支持の構成 | 2005年10月25日時点の時点での登録有権者と政党支持の構成 | 2005年10月25日時点の時点での登録有権者と政党支持の構成 | 2005年10月25日時点の時点での登録有権者と政党支持の構成 |
| 政党                                                   | 活性有権者                                             | 非活性有権者                                           | 有権者合計                                             | 構成比                                                 |                                                        |
| ------------------------------------------------------ | ------------------------------------------------------ | ------------------------------------------------------ | ------------------------------------------------------ | ------------------------------------------------------ | ------------------------------------------------------ |
| 民主党                                                 | 3,846                                                  | 152                                                    | 3,998                                                  | 37.85%                                                 |                                                        |
| 共和党                                                 | 1,324                                                  | 86                                                     | 1,410                                                  | 13.35%                                                 |                                                        |
| 無党派                                                 | 4,826                                                  | 322                                                    | 5,148                                                  | 48.74%                                                 |                                                        |
| 少数政党                                               | 7                                                      | 0                                                      | 7                                                      | 0.07%                                                  |                                                        |
| 合計                                                   | 10,003                                                 | 560                                                    | 10,563                                                 | 100%                                                   |                                                        |

少数政党にはコンサーンド・シティズン党とアメリカ緑の党が含まれている。

## 経済
アンソニア市には、重機械、電力供給設備、真鍮と銅の製品、絹製品の製造社がある。アンソニアとダービー、シェルトン各市、シーモア、ビーコンフォールズ各町が州内でも重要な工業地帯を形成している。ピューリッツァー賞を受賞した著作家セオドア・ホワイトは、その著作『大統領を作る、1960年』の中で、ノーガタック川バレーのことを「ヤンキーの創意工夫の温床として」表現した。市内にはバンベリー・インターナショナル・ミキサーなどプラスティックとゴムの加工機トップメーカーであるファレル・コーポレーションの本社がある。完成品のメーカーに金属棒、針金、チューブを供給するアンソニア・カッパー・アンド・ブラスも市内にある。
大いに成功していたアンソニア時計会社は1851年に市内でアンソニア時計の製造を始めた。この会社は1878年にニューヨーク市ブルックリンに移転したが、元居た市の名前を社名に残している。
20世紀後半以来、重工業が出て行き、就職機会は海外に出て行った。元の工場は空いたままである。1980年代後半、市は北西域でファウンテン湖商業団地の開発を始めた。そこにはスペクトラム・プラスティックスやホマ・ポンプ社が入っている。2007年、ロバート・シントーが所有するR・D・シントー社が広さ40万平方フィート (37,000 m2) のオフィスビルのある公園のさらなる開発を始めた。
2002年から、市当局と住民は中心街地域の再活性化に取り組んでいる。マーシャルズとボブズという2つの大きな地域衣料小売業が2006年に店を開いた。国際的な百貨店のターゲットが元ラテックス・フォーム会社の跡地に新しい店舗を建設した。2009年、コカコーラ・フリースタイルがアンソニア・ダッチェス・レストランに備えられた。これは実用化された世界で初めてのフリースタイル・マシーンだった。
ニューヨーク市やフェアフィールド郡の大都市圏から近くの町に企業が移転することで、コネチカット州南西部における経済成長と豊富な雇用が生まれた結果として、アンソニアの住宅市場は2000年代初期に改善された。市のイーストサイドが好まれ、住宅の平均価格は2001年から2006年の間にほぼ20%増加した。市当局は、住宅の市場価格の混在を目指して、町のウェストサイドにおける連邦政府の住宅プロジェクトを終わらせている。公共住宅に関する政策には多くの変化があった。この地域に貧困層が集中しているために、犯罪率が高くなっている。

## 交通

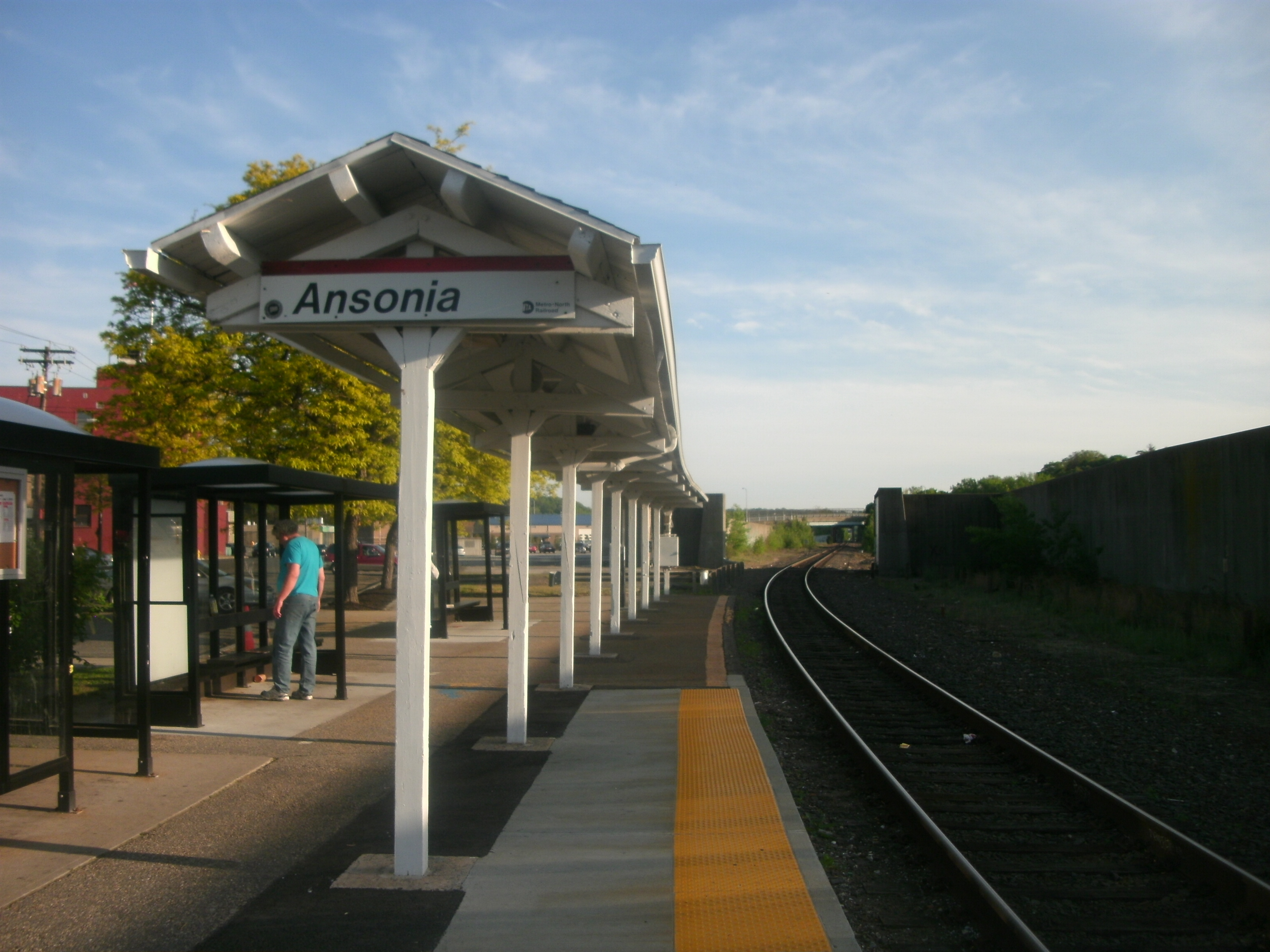
アンソニア駅

アンソニア駅は、メトロポリタン・トランスポーテーション・オーソリティのメトロノース鉄道の駅である。ウォーターベリー支線上にある。北のウォーターベリーから南のブリッジポートに走り、ブリッジポートで乗り換えてニューヨーク市に行くことができる。アンソニアからグランド・セントラル駅まで約2時間である。コネチカット交通が市内でバス便を運行しており、ニューヘイブン市と繋がれている。

## 公衆安全
アンソニアは3つの公衆安全機関によって守られている。市役所と西メインストリートの A.R.M.Sビルを本拠にする緊急管理事務所を運営している。

### 緊急医療サービス
アンソニア救命医療サービスは市内で救急救命サービスを行っている。"A.R.M.S."と略称され、1991年に元のアンソニア市民防衛管理局から設立された。救急車3台、第一対応車、救命トラック、空気供給照明車、大規模被害対応トラックの他、多くの支援車や照明トレーラーがある。救急車を運行するためにボランティアとパートタイム給与人員で組織されている。ARMS は南中地域救急通信システムの一部であり、要請に応じて周辺の町と相互援助を行うことになっている。局長と2人の副局長、理事会が指導している。常勤監督官とボランティア隊長と副隊長がいる。本部は西メインストリートにある、

### 消防署
アンソニア消防署は、1871年にアンソニア・ボロ政府によって設立されたときに歴史を辿ることができる。1871年8月24日、幾人か著名な住人がボロ初の消防隊を組織し、アンソニア消防隊1号と名付けた。そのご直ぐに中古の4輪ホース車を購入したが、それには「イーグル・ホーズ中隊」と名前が書かれ、車のランタンのガラスには数字の "6" を彫られていた。隊員はその名前と数字を取ろうとしても傷を与えるだけだと判断した。その結果隊員は消防隊の名前をイーグル・ホーズ中隊6号とすることにした。1879年、ボロがフック・アンド・ラダー・トラックを購入し、隊の名前をイーグル・ホーズ・アンド・フック・アンド・ラダー中隊6号と変え、それが現在も正式名となっている。
2005年頃、イーグル・ホーズ中隊が、1859年にウィリアム・ウィリアムズが作ったその貴重なパレード車の修復を始めた。この車はニューヨーク市ボランティア消防団のイーグル・ホーズ中隊1号のホース車だったことが分かった。このホース車は最初に造られた時の色塗りで修復された。
1875年、ウェストアンソニアの住人が消防組織の設立を請願した。コネチカット州議会がダービーの町でウェストアンソニア消防地区の設立を認証した。1876年2月12日、この消防地区によりウェストアンソニア・ホーズ中隊1号が正式に組織された。その後直ぐに名称をファウンテン・ホーズ中隊1号と変え、それが今日も使われている。その名前の由来について、1つはファウンテン湖水力中隊から採ったという説と、その組織化時点で中隊に贈呈された少女と少年を描いた噴水にちなむとする説がある。
この2つの中隊はその組織化の時から1894年まで、互いに密接に動くものの独立して運営されていた。アンソニアが1889年にダービーから分離した町になったとき、2つの消防隊は別々に運営を続けた。アンソニア・ボロがイーグル・ホーズ中隊の資金を出し、ウェストアンソニア消防地区がファウンテン・ホーズ中隊の資金を出した。それから間もなくアンソニアが町として法人化され、現在あるストリートボックス警報システム東側に据え付けられた。ウェストアンソニア消防地区がその地区のために警報ボックスを購入し、システムに連動させた。
1893年、アンソニアが市として認証され、別々だった町とボロの政府を統合した。これに伴い、1894年、ウェストアンソニア消防地区がアンソニア消防署に吸収された。イーグル・ホーズ中隊とファウンテン・ホーズ中隊は同じ消防コミッショナー理事会と消防署長の下に入ったが、中隊は従来の名前と数字を使い続けた。アンソニアが市として法人化された後に、3つの消防中隊が組織された。
アンソニア消防署は現在5つの消防隊で構成され、すべてボランティアの隊員が5つの駐屯所で運営している。ボランティアであっても隊長1人、副隊長2人ないし3人が指揮している。消防署は署長1人と副署長4人が指揮し、消防コミッショナー理事会が統治している。消防署は消防車5台、はしご車1台、救命隊トラック1台、ユーティリティ隊と他の支援隊で構成される消防機器部隊を運営している。
アンソニア消防署には消防保安官事務所と消防刑法監督官部もある。捜査トラックとスタッフ車を運営し、またユーティリティ・バケット・トラックもある。

### 警察署
アンソニア警察署は1880年頃に、アンソニアがダービー町のボロだったときに設立され、ダニエル・ヘイズが初代署長に指名された。1882年、ヘイズは容疑者を逮捕している時に銃で撃たれ、その翌日にその傷がもとで死んだ。現在の警察署には警官42人と文民事務官12人がいる。組織はパトロールと捜査部に分かれている。本部はエルム通りにある。

## ランドマーク
市内中心部、ノーガタック川の岸沿いにファレル・コーポレーションやアンソニア・カパー・アンド・ブラスの建物があることに加え、市内のランドマークとして公共図書館、YMCA、州軍武器庫、さらに多くのヴィクトリア様式とアン女王様式の家屋がある。著名なアンソニア・オペラハウスは1870年に建設され、コネチカット州最古のオペラハウスである。
アンソニアはカトリックの5教区を形成するものなど多くの教会があることで知られる。それぞれは固有の民族に関連している。セントジョセフ教会はポーランド系、ホリーローザリー教会はイタリア系、セントアンソニー教会はリトアニア系、アワーレディ・オブ・ジ・アサンプション教会はアイルランド系、セントピーター・アンド・ポール教会はウクライナ系となっている。その他に、会衆派教会、メソジスト教会、聖公会教会、アフリカン・メソジスト・エピスコパル教会、バプテスト教会、ロシア正教会、ギリシャ正教会、ペンテコステ派教会ほか、キリスト教諸会派の教会もある。地域のシク教徒もメインストリートの建物の1つにガードワラ（寺院）を持っていたが、火事で焼けてしまった。
1930年代半ば、アンソニアの最初の高校が焼けてしまった後で、住民はハワード・アベニューに新しい高校を建てることに決めた。この建物は、アメリカ建築のモダニズムではパイオニアの1人であり、フィラデルフィア地域での作品で主に知られていた建築家ウィリアム・レスケイズによって設計された。1936年に開校したとき、国内でも最新の高校校舎であり、当時としては極めてユニークだった。近くのハムデン高校はほぼ同じ時期に伝統的なコロニアル様式で建設された。この校舎は現在アンソニア中学校に使われている。

## 著名な出身者
- ピエール・ラルマン、発明家、フランスのポンタ＝ムッソンで生まれた。1866年にアンソニアに住んでいる時にペダル式自転車の特許を申請し認可された
- ピンキー・シルバーバーグ、プロボクサー、1927年にフライ級世界チャンピオン

## アメリカ合衆国国家歴史登録財

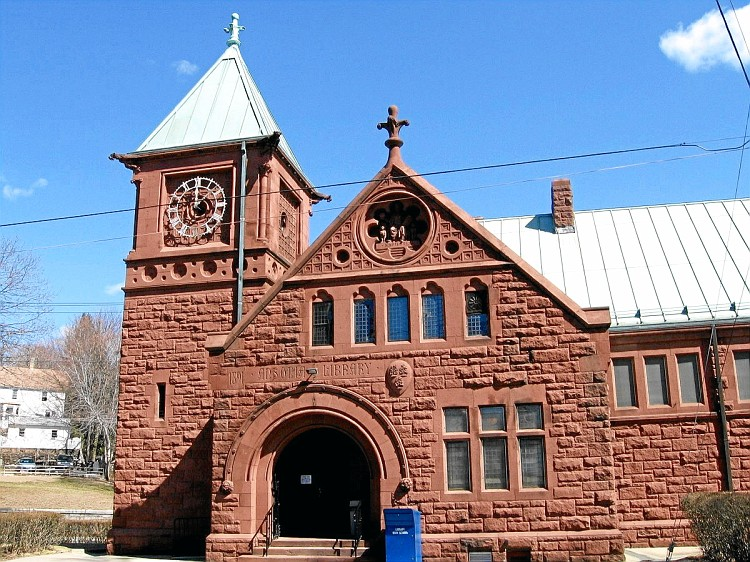
アンソニア図書館、1892年建設、ジョージ・ケラー設計

- アンソニア図書館 — サウスクリフ通り53、1985年9月23日登録
- アンソニア・オペラハウス — メインストリート100、1870年建設
- デイビッド・ハンフリーズ邸 — エルム通り37、1972年4月17日登録
- リチャード・マンスフィールド邸 — ジューエット通り35、1971年4月11日登録
- アッパー・メインストリート歴史地区 — メインストリート36–100, 85–117、1982年登録
  - アンソニア郵便本局 — メインストリート23、1985年登録

## ギャラリー

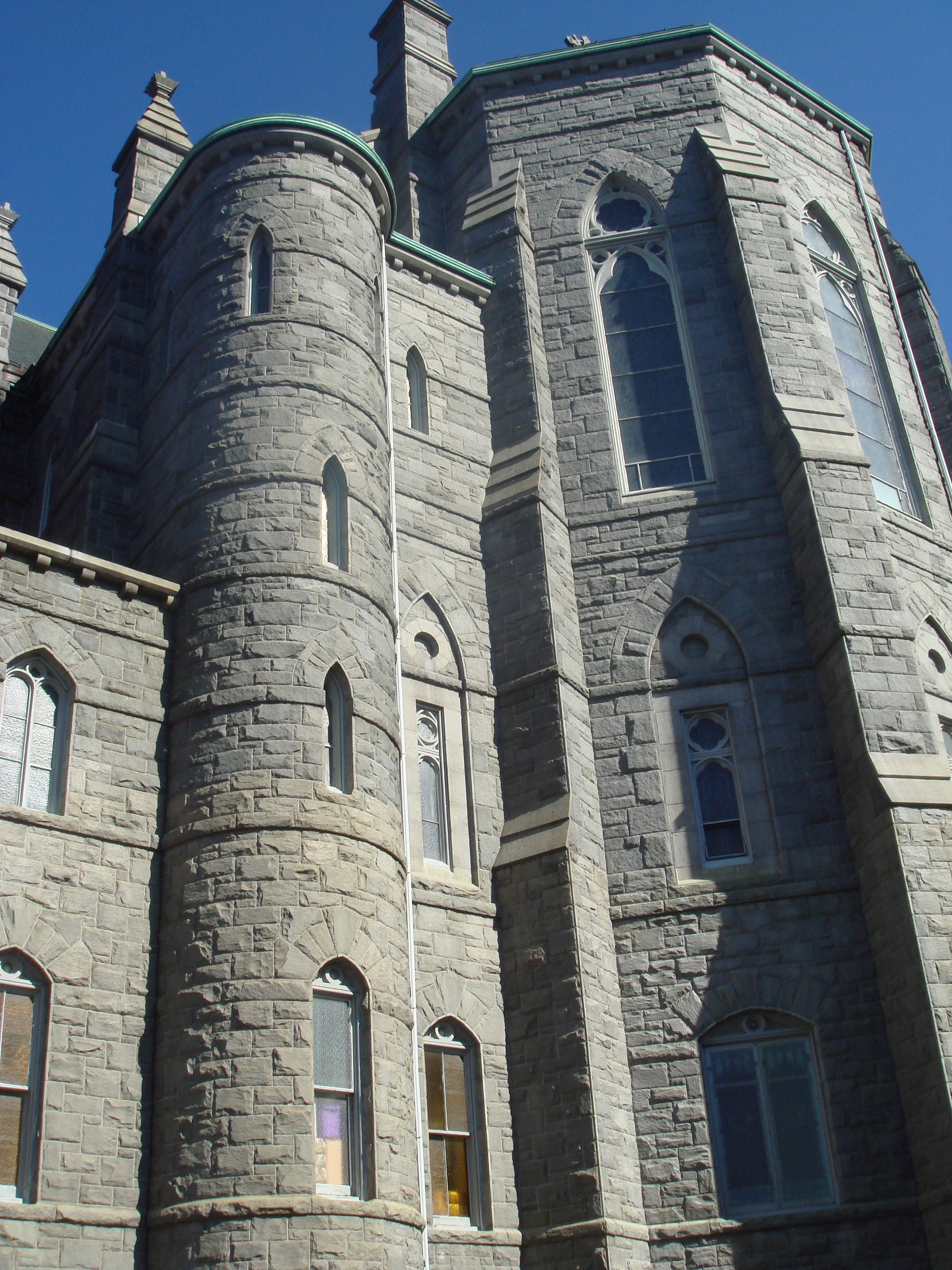
アワーレディ・オブ・ジ・アサンプション教会、1891年建設
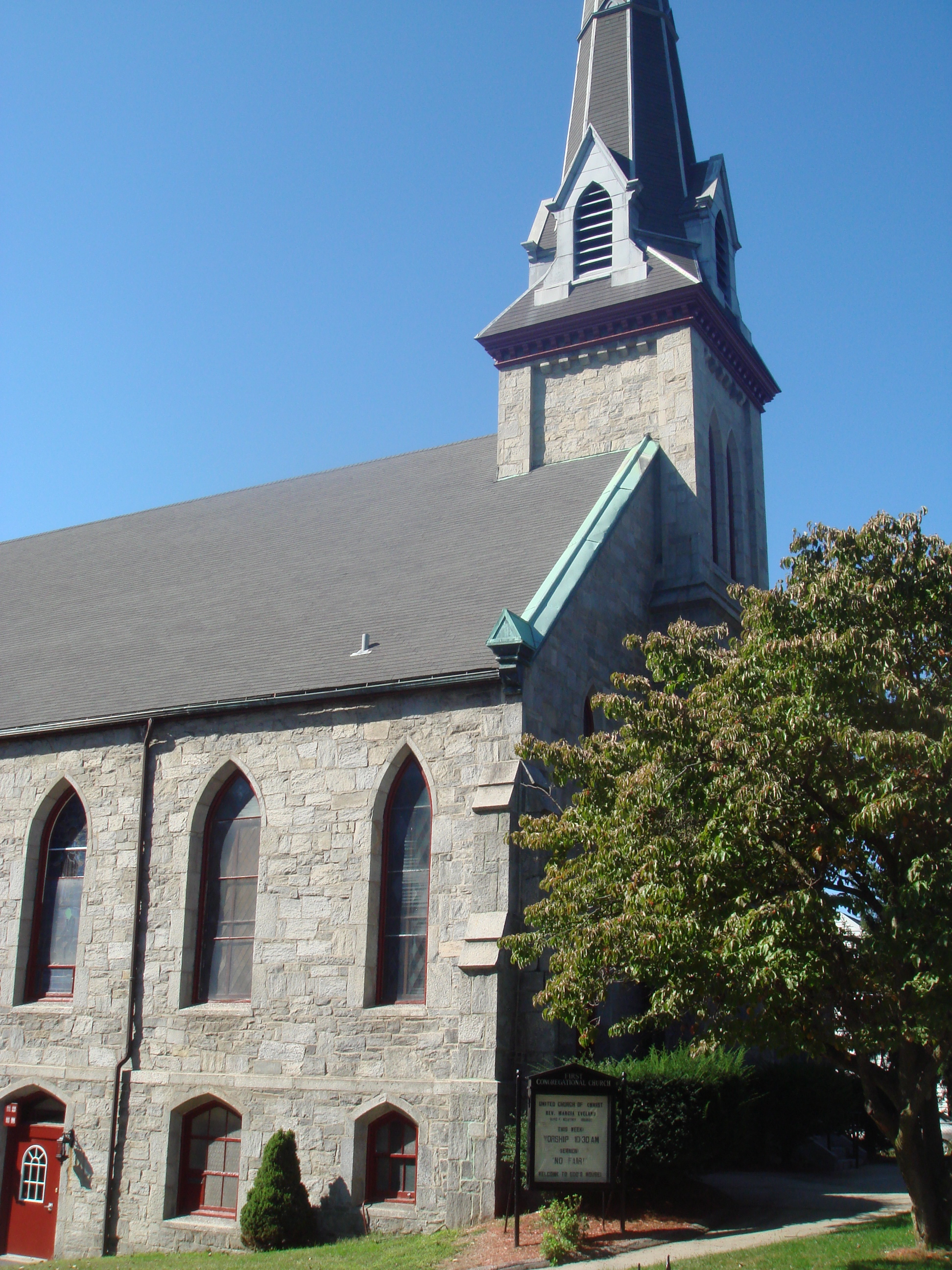
アンソニア第一会衆派教会
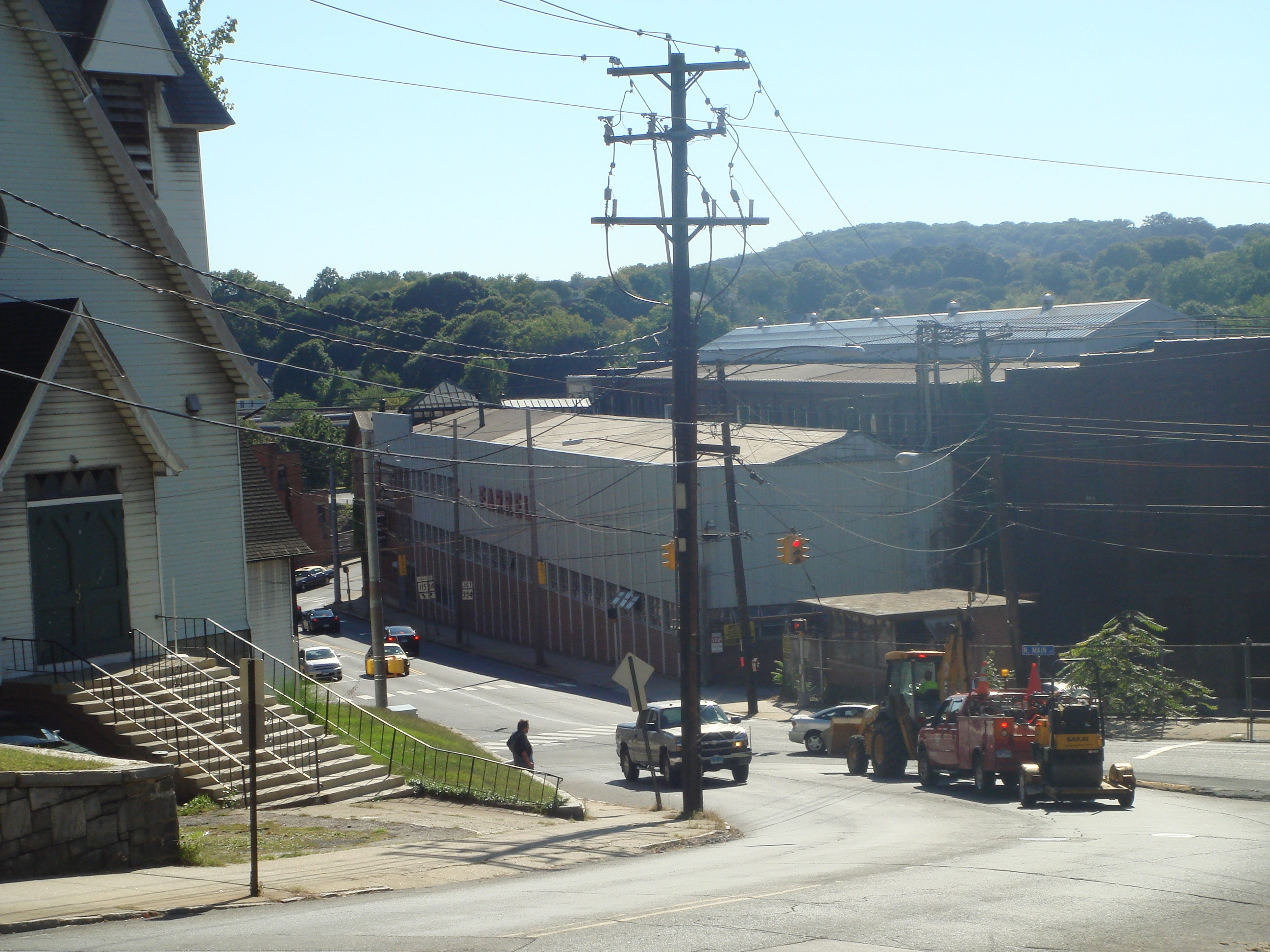
ファレル・ビル
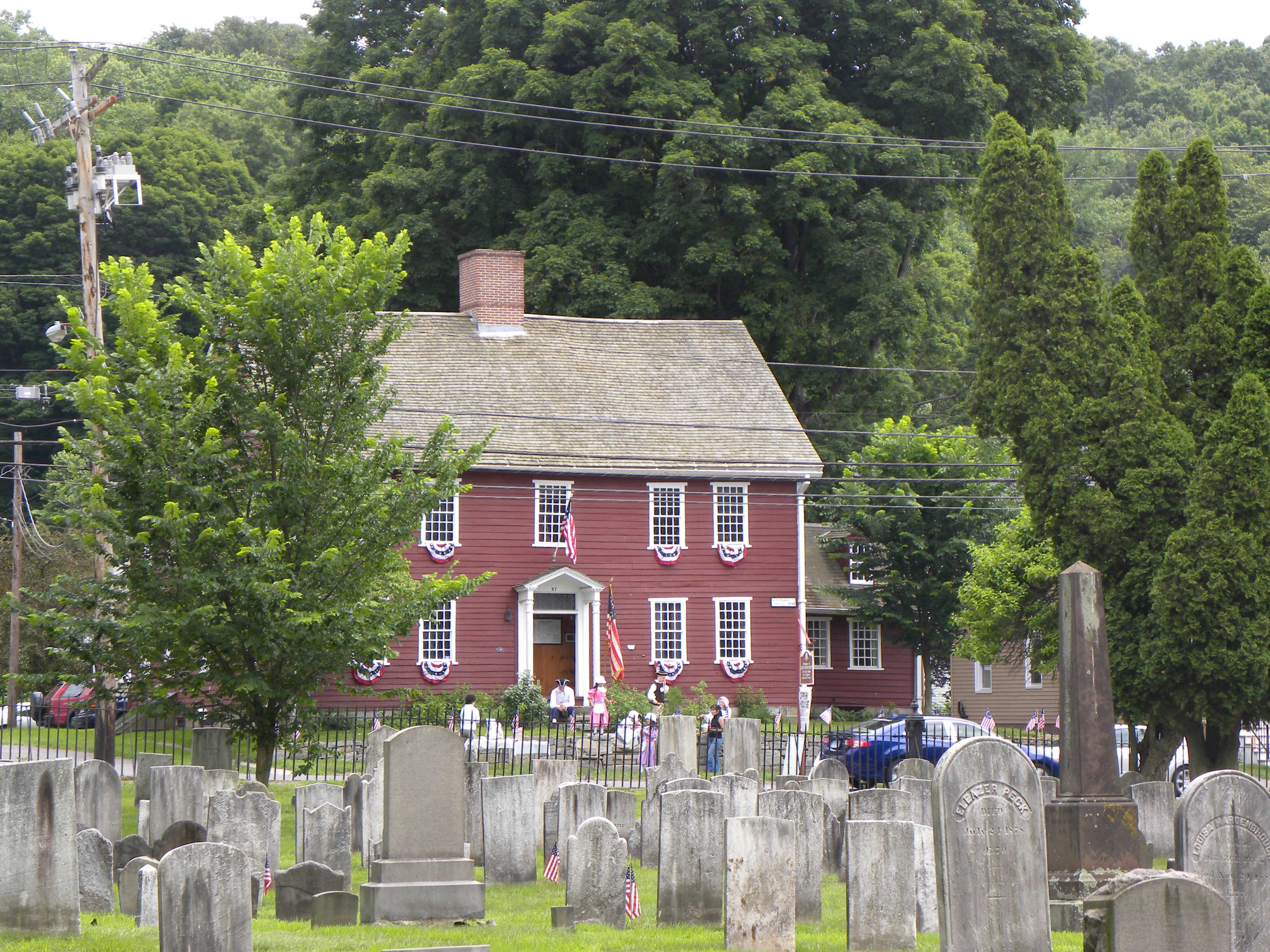
デイビッド・ハンフリーズ邸、1698年建設、ダービー歴史協会が維持、アンソニアのエルム通り37にある
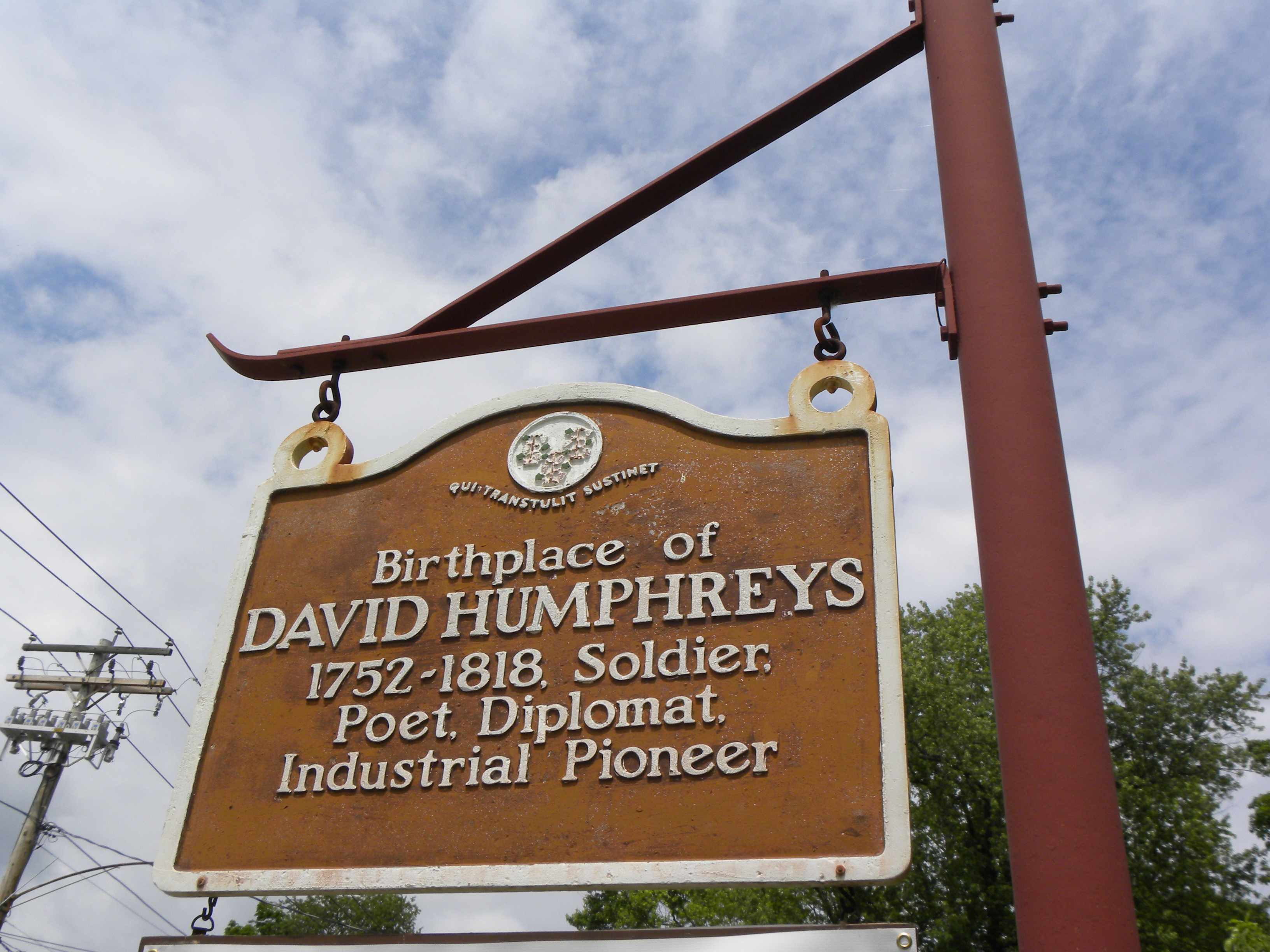
デイビッド・ハンフリーズ邸の標識